# Higashine, Yamagata
Higashine (東根市 Higashine-shi) là một thành phố thuộc tỉnh Yamagata, Nhật Bản.